# Carlos Gomes de Oliveira
Carlos Gomes de Oliveira (Joinville, 12 de outubro de 1894 — 15 de agosto de 1997) foi um advogado, jornalista e político brasileiro.
Foi bacharel em direito pela Faculdade de Direito de São Paulo, em 1918.
Fundou em 1920, junto com Plácido Gomes, O Correio de Joinville.

## Vida pessoal
Foi casado com Sara Gomes de Oliveira e teve três filhos.

## Carreira política
Iniciou sua carreira política ao promover a campanha da Reação Republicana, entre 1921-1922, contra a eleição à presidência de Artur Bernardes e apoiando Nilo Peçanha. Carlos Gomes de Oliveira apoiou em seu jornal a Revolta dos 18 do Forte de Copacabana, que deu início às revoltas tenentistas da década de 1920. Em decorrência do apoio à revolta, ele foi preso junto com Plácido Gomes e passou 2 semanas detido no quartel-general da Polícia Federal, no Distrito Federal.
Foi deputado à Assembleia Legislativa de Santa Catarina na 13ª legislatura (1928 — 1930).Teve participação na elaboração da quinta Constituição do estado em 1928.
Em 1929 ele se aliou com políticos que apoiavam a Aliança Liberal e junto com eles fundou e liderou a Dissidência Municipal.
Em 1930 foi nomeado membro do Conselho Consultivo de Joinville, cargo que ocupou durante um ano. Apresentou diversos projetos para a melhoria do ensino municipal  e do serviço de águas.
Em 1933 foi eleito deputado à Assembleia Nacional Constituinte pelo Partido Liberal Catarinense, participou das atividades encarregadas e teve seu mandato prorrogado até 1935.
Foi deputado federal, de 1934 a 1937, e senador nas 39ª (1951 a 1955) e 40ª legislaturas (1955 a 1959).
Presidente do senado, conduziu em 31 de janeiro de 1955 a cerimônia de posse do presidente Juscelino Kubitschek e seu vice, João Goulart.